# فاینزویل (نیوجرسی)
فاینزویل (به انگلیسی: Finesville) یک منطقهٔ مسکونی در ایالات متحده آمریکا است که در فوهاتکونگ، نیوجرسی واقع شده‌است. فاینزویل ۰٫۸۴۱ کیلومتر مربع مساحت و ۱۷۵ نفر جمعیت دارد و ۸۰ متر بالاتر از سطح دریا واقع شده‌است.